# Parlamentswahl in Grenada 1962
Die Allgemeinen Wahlen in Grenada 1962 (General elections) wurden am 13. September 1962 in Grenada durchgeführt. Herbert Blaizes Grenada National Party errang sechs der zehn Sitze und Blaize wurde zum zweiten Mal zum Chief Minister ernannt. Blaize war daraufhin bis zu den Wahlen im August 1967 Regierungschef, anfangs als Chief Minister bis März 1967 und in der Folge, als Grenada ein voll intern autonomer Associated State wurde, als Grenadas erster Premier. Die Wahlbeteiligung lag bei 72,6 %.

## Hintergrund
Grenadas Administrator, der damalige Repräsentant der Königin Elisabeth II., James Monteith Lloyd hob die Verfassung auf, löste das Legislative Council auf und entließ Eric Gairy als Chief Minister im April 1962, nachdem Anschuldigungen laut geworden waren, dass Gairys finanziell unzuverlässig wäre. Gairy war seit den Wahlen im August 1961 für 10 Monate Chief Minister gewesen und seine Partei, die Grenada United Labour Party hatte eine Mehrheit im Legislative Council gehabt. Die negative Publicity um die Absetzung von Gairy führte zu einem signifikanten Verlust für die GULP.

## Ergebnisse
|                                   |                                   |         |       |       |      |  |  |  |  |
| Partei                            | Partei                            | Stimmen | %     | Sitze | +/-  |  |  |  |  |
|                                   | Grenada National Party            | 11.341  | 53,35 | 6     | ▲ +4 |  |  |  |  |
|                                   | Grenada United Labour Party       | 9.705   | 45,98 | 4     | ▼ -4 |  |  |  |  |
|                                   | Unabhängige                       | 61      | 0,29  | 0     |      |  |  |  |  |
|                                   |                                   |         |       |       |      |  |  |  |  |
| Gültige Stimmen                   | Gültige Stimmen                   | 21.107  | 91,53 |       |      |  |  |  |  |
| Ungültige Stimmen                 | Ungültige Stimmen                 | 1.953   | 4,57  |       |      |  |  |  |  |
| Gesamt                            | Gesamt                            | 23.060  | 100   |       |      |  |  |  |  |
| Nichtwähler                       | Nichtwähler                       | 8.706   | 27,41 |       |      |  |  |  |  |
| Wahlberechtigte / Wahlbeteiligung | Wahlberechtigte / Wahlbeteiligung | 31.766  | 72,59 |       |      |  |  |  |  |